# Карате на літніх Олімпійських іграх 2020 — ката (чоловіки)
Змагання з карате у дисципліні ката серед чоловіків на Олімпійських іграх 2020 року відбулися 6 серпня 2021 року в Палаці бойових мистецтв Японії.

## Розклад
Вказано японський стандартний час (UTC+9).
| Дата                    | Час                           | Раунд |
| ----------------------- | ----------------------------- | --- |
| П'ятниця, 6 серпня 2021 | 10:00 11:33 19:30 19:50 20:00 | Раунд на вибування Посівний раунд Поєдинки за бронзову медаль Поєдинок за золоту медаль Церемонія нагородження |

## Результати

### Раунд на вибування і посівний раунд
Група A
| Спортсмен                 | 1-й ката | 2-й ката | Avg.  | Місце | 3-й ката        | Місце           | Кваліфікація                |
| ------------------------- | -------- | -------- | ----- | ----- | --------------- | --------------- | --------------------------- |
| Даміан Кінтеро (ESP)      | 27.34    | 27.40    | 27.37 | 1 Q   | 27.28           | 1 Q             | Поєдинок за золоту медаль   |
| Еріел Торрес (USA)        | 26.40    | 25.98    | 26.19 | 2 Q   | 26.46           | 2 q             | Поєдинок за бронзову медаль |
| Park Hee-jun (KOR)        | 25.72    | 25.52    | 25.62 | 3 Q   | 25.98           | 3 q             | Поєдинок за бронзову медаль |
| Ілля Сморґунер (GER)      | 25.02    | 24.10    | 24.56 | 4     | Завершив виступ | Завершив виступ | Завершив виступ             |
| Мохаммад Аль-Мосаві (KUW) | 24.32    | 24.24    | 24.28 | 5     | Завершив виступ | Завершив виступ | Завершив виступ             |

Група B
| Спортсмен           | 1-й ката | 2-й ката | Avg.  | Місце | 3-й ката        | Місце           | Кваліфікація                |
| ------------------- | -------- | -------- | ----- | ----- | --------------- | --------------- | --------------------------- |
| Рьо Кіюна (JPN)     | 28.26    | 28.40    | 28.33 | 1 Q   | 28.72           | 1 Q             | Поєдинок за золоту медаль   |
| Алі Софуоглу (TUR)  | 27.00    | 27.28    | 27.14 | 2 Q   | 27.32           | 2 q             | Поєдинок за бронзову медаль |
| Антоніо Діас (VEN)  | 25.74    | 26.40    | 26.07 | 3 Q   | 26.28           | 3 q             | Поєдинок за бронзову медаль |
| Маттія Бусато (ITA) | 25.08    | 25.92    | 25.50 | 4     | Завершив виступ | Завершив виступ | Завершив виступ             |
| Ван Яі-та (TPE)     | 25.00    | 24.94    | 24.97 | 5     | Завершив виступ | Завершив виступ | Завершив виступ             |
| Wael Shueb (EOR)    | 23.20    | 23.40    | 23.30 | 6     | Завершив виступ | Завершив виступ | Завершив виступ             |

### Поєдинки за бронзову медаль
| 6 серпня 19:30 |  | – |  |  |

|                    | Особисті матчі     |             |                    |  |
| Еріел Торрес (USA) | Еріел Торрес (USA) | 26.72–26.34 | Антоніо Діас (VEN) |  |
|                    |                    |             |                    |  |
|                    |                    |             |                    |  |
|                    |                    |             |                    |  |
|                    |                    |             |                    |  |

| 6 серпня 19:40 |  | – |  |  |

|                    | Особисті матчі     |             |                    |  |
| Park Hee-jun (KOR) | Park Hee-jun (KOR) | 26.14–27.26 | Алі Софуоглу (TUR) |  |
|                    |                    |             |                    |  |
|                    |                    |             |                    |  |
|                    |                    |             |                    |  |
|                    |                    |             |                    |  |

### Поєдинок за золоту медаль
| 6 серпня 19:50 |  | – |  |  |

|                      | Особисті матчі       |             |                 |  |
| Даміан Кінтеро (ESP) | Даміан Кінтеро (ESP) | 27.66–28.72 | Рьо Кіюна (JPN) |  |
|                      |                      |             |                 |  |
|                      |                      |             |                 |  |
|                      |                      |             |                 |  |
|                      |                      |             |                 |  |